# 24021 Yocum
24021 Yocum là một tiểu hành tinh vành đai chính với chu kỳ quỹ đạo là 1318.7660482 ngày (3.61 năm).
Nó được phát hiện ngày 9 tháng 9 năm 1999.